# Sea Wolf
Sea Wolf (Lobo do Mar, no Brasil) é uma minissérie alemã de 2009 dirigida por Mike Barke, baseada no romance de mesmo nome escrito pelo jornalista Jack London. A minissérie é estrelada por Sebastian Koch, Neve Campbell e Tim Roth.

## Elenco
- Sebastian Koch	...	 Wolf Larsen
- Tim Roth	...	 Death Larsen
- Neve Campbell	...	 Maud Brewster
- Stephen Campbell Moore	...	 Humphrey Van Weyden
- Andrew Jackson	...	 Johnson
- Tobias Schenke	...	 Leach
- John Beale	...	 Engenheiro - Macedônia
- Geneviève Steele	...	 Elinor
- Daniel Lillford	...	Marinheiro da Tripulação
- Brian Heighton	...	1º Bruiser - Gabinete de Tripulação
- Richard Donat	...	 Secretário # 1 - Gabinete de Tripulação
- Raquel Duffy	...	Ferry, jovem
- Dion Johnstone	...	 Johnny
- David Wm. Marsh	...	 Dock Worker
- Maxwell McCabe-Lokos	...	 Smoke

## Prêmios e indicações
| Ano  | Prêmio                    | Categoria   | Indicação      | Resultado |
| ---- | ------------------------- | ----------- | -------------- | --------- |
| 2010 | International Emmy Awards | Melhor Ator | Sebastian Koch | Indicado  |